# 許宗萬
許宗萬（허종만，1935年2月21日—），朝鮮民主主義人民共和國政治人物，現任在日本朝鮮人總聯合會（朝鮮總聯）委員長及最高人民會議代議員。

## 生平
許宗萬出生於日治時期的慶尚南道固城郡（今属韓國），後隨家人移居日本。1959年，他當選朝鮮總聯東京本部委員長。1986年，他成為委員長中央委員會副議長。1993年，他晉升為責任副議長，正式掌握實權。2012年5月19日，隨著徐萬述的離世，許宗萬接任為第三任的朝鮮總聯委員長。2019年，通過最高人民會議選舉成為代議員。翌年2月，獲勞動英雄、金盾獎章及一級國旗勛章。

## 資料來源
1. ↑  "朝鮮総連、３代目議長に許宗萬氏を選出" 《yomiuri online》 2012 5 19
2. ↑  . 統一新聞. 2019-03-12  [2019-03-13]. （原始内容存档于2018-09-08） （韩语）.